# Alpheus nipa
Alpheus nipa is een garnalensoort uit de familie van de Alpheidae. De wetenschappelijke naam van de soort is voor het eerst geldig gepubliceerd in 1985 door Banner & Banner.